# Chrysotus tumidipes
Chrysotus tumidipes är en tvåvingeart som beskrevs av Becker 1922. Chrysotus tumidipes ingår i släktet Chrysotus och familjen styltflugor.
Artens utbredningsområde är Peru. Inga underarter finns listade i Catalogue of Life.